# Magasin d'usine
 (septembre 2023).
 (décembre 2018).

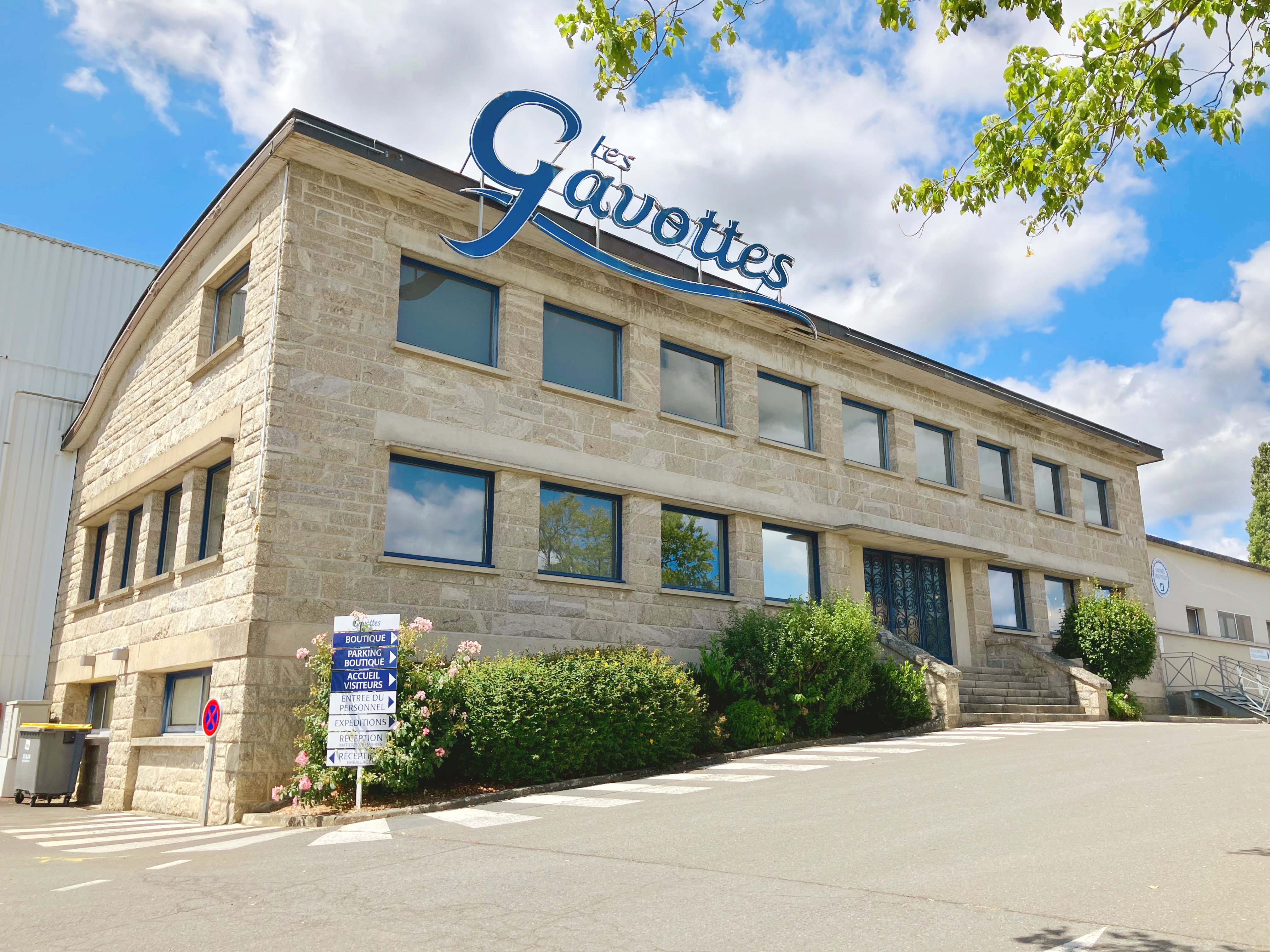
Le magasin d'usine « Les Gavottes » à Taden près de Dinan.

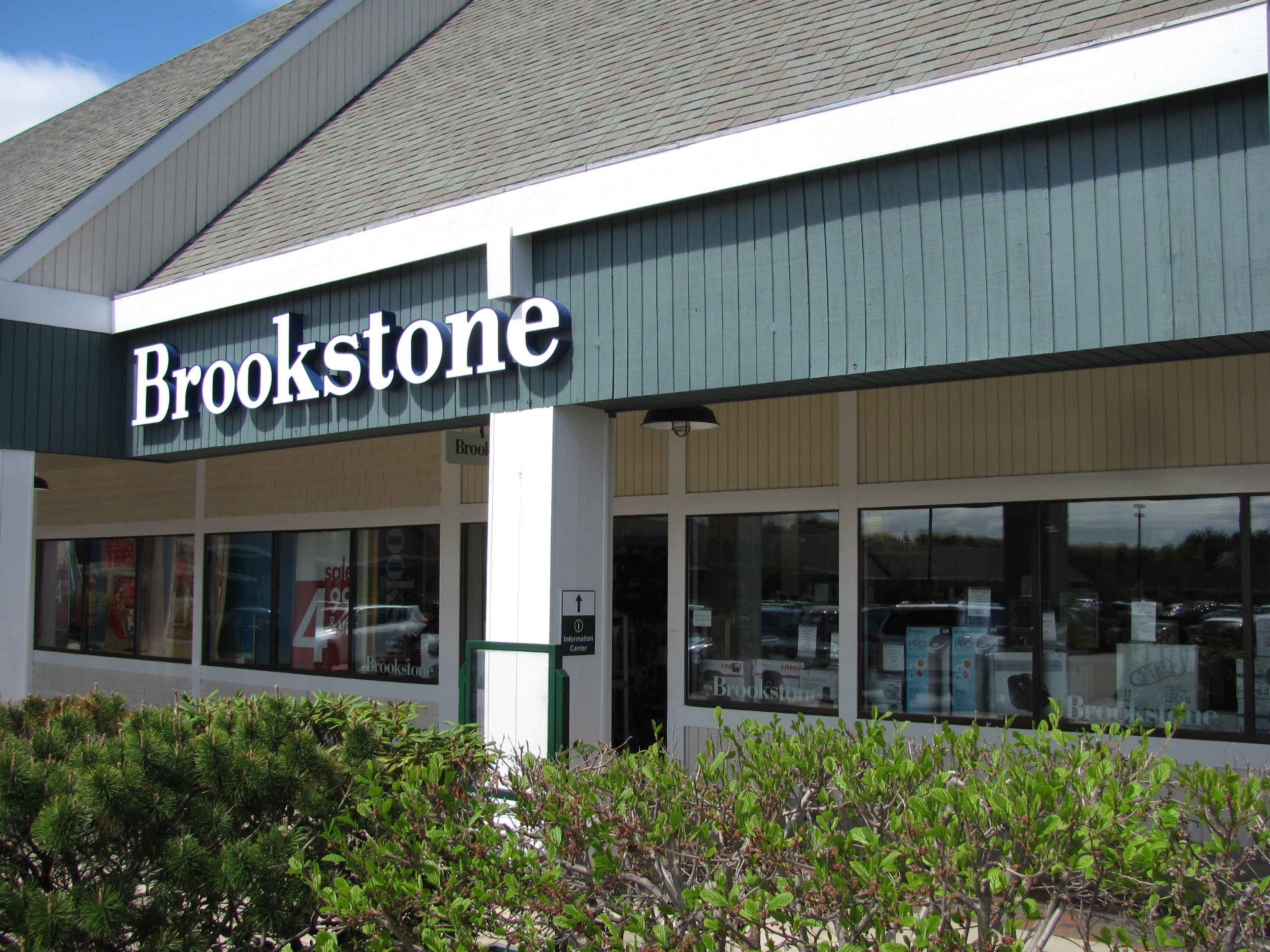
Un magasin d'usine à Kittery, dans l'État américain du Maine.

Le magasin d'usine est un magasin qui vend directement des produits du fabricant au consommateur. Le but est d'écouler des surstocks, fins de série et articles de second choix ou présentant des défauts.

## Histoire
Le tout premier magasin d'usine en France a été répertorié à Troyes en 1936. À l'origine l'accès de ces magasins était réservé aux employés du fabricant, moyen pour lui de vendre des produits comportant de légers défauts.
Cette solution satisfaisait tout le monde : les ouvriers pouvant obtenir à prix réduit des articles et le fabricant pouvant se débarrasser de produits qu'il aurait dû jeter. Cela permettait aussi aux ouvriers de mieux faire connaître leur marque, en portant les vêtements qu'ils fabriquaient.
Dans les années 1950 et 1960, le concept de magasin d'usine se développe et de nombreux magasins ouvrent à côté des sites de production. La clientèle est élargie à l'entourage des ouvriers.
C'est à partir des années 1970 que les magasins d'usine sont ouverts au grand public.
Cependant le concept s'essouffle un peu dans les années 1980 et l'on passe de 21 magasins d'usine à 5 en deux ans.
Dans les années 1990 le concept est relancé et modernisé par l'arrivée sur le marché de Marques Avenue piloté par Alain Salzman ; les ouvertures se multiplient. Aujourd'hui dans les grands centres, on trouve surtout des magasins d'habillement et parfois des magasins de décoration.

## Législation française
Depuis 1996, selon l'article L310-4 du code de commerce, l'utilisation de la dénomination magasin d'usine est limitée :

« La dénomination de magasin ou de dépôt d'usine ne peut être utilisée que par les producteurs vendant directement au public la partie de leur production non écoulée dans le circuit de distribution ou faisant l'objet de retour. Ces ventes directes concernent exclusivement les productions de la saison antérieure de commercialisation, justifiant ainsi une vente à prix minoré. »

## Centres en France
Aujourd'hui plusieurs centres louent des locaux dans le but de rassembler les magasins d'usine.
- Marques Avenue à Saint-Julien-les-Villas (agglomération de Troyes), Romans-sur-Isère, Talange, Côte d'Opale, La Séguinière (ouest de Cholet), Paris et Coquelles
- Quai des Marques à Franconville et à Bordeaux
- L'Usine à Roubaix
- McArthurGlen à Roubaix et Pont-Sainte-Marie (agglomération de Troyes)
- McArthurGlen à Miramas (ouverture le 13 avril 2017 : 1er centre de magasins d'usine dans le sud)
- McArthurGlen à Douains (ouverture le 27 avril 2023) près de Paris.
- Usines Center à Vélizy, Paris-Nord II, etc.
- La Vallée Village à Serris (77)
- The Village à Villefontaine (38)
- Honfleur Normandy Outlet à Honfleur (14)

Il existe toujours aussi des boutiques accolées aux usines de fabrication.